# 삼화버스공사
삼화버스공사(三和―公社)는 충청북도 충주시의 시내버스 운송업체이다.

## 역사
- 1966년 충주시로부터 10대의 시내버스를 인가받아 충주시 안림동 차고지에서 첫 영업을 시작한다.
- 1980년 충북선의 복선화로 인해 충주역이 충원대로 545(봉방동 409)로 이전하자 그 자리를 받아 현재의 애향로 81 (봉방동 178-3)로 차고지를 이전한다.
- 1990년 임금인상 안 등으로 인해 승무원들이 집단으로 운행 거부 및 단식 농성을 벌여 파업을 하다가 노사 협상 타결로 운행을 재개한다.
- 1991년 시내좌석버스가 도입 운행되기 시작한다.
- 1998년 노사갈등과 임금협상으로 파업하다 동년 10월 협상 타결되어 운행을 재개한다.
- 1999년 시내좌석버스 제도를 폐지하고 해당 차량 폐차 및 해당 운행노선은 입석버스로 전환한다.
- 2003년 계열사였던 삼화관광이 대일관광에 분리 합병되어 독자적인 시내버스 공기업으로 탄생하면서 대형버스 반입을 종료하고 중형버스가 반입하여 운행되기 시작한다.
- 2005년 상반기 시내버스 100일 무사고를 달성하다. 그리고, 2006년 초반까지 일부 차량이 감차된다.
- 2008년 노선 일부 개편을 단행하고 전면 상단에 "깨끗하고 아름다운 충주" 를, 전면 판넬에 "Good충주"를 각각 부착한다.
- 2009년 승무원 복장을 와이셔츠형으로 통일하되 충주교통과 달리 약간 보라색 계열의 와이셔츠를 착용하고 전면 판넬에 붙어있던 "Good충주" 스티커 상단에 "잘 사는 시민, 참 좋은 충주" 문구를 삽입한다.
- 2011년 노선 일부 개편을 단행하고 LED 행선지표지판 설치 및 환승제를 도입한다.
- 2012년 KT와 손잡고 충주시내버스에 처음으로 Olleh Wi-Fi Zone을 구축시켜 시내버스 전 차량에서 무선 인터넷을 무료로 이용할 수 있게 된다.
- 2014년 원주시와 공동사업인 BIS 서비스를 시작하면서 후면 LED 행선지표시판과 실내 LED 행선기가 설치된다.
- 2016년 서충주신도시 조성으로 인해 1대가 증차되었다.
- 2018년 충주기업도시와 서충주신도시 노선 추가 신설로 인해 1대가 더 증차되어 총 보유댓수 39대 달성.

## 차량
자일대우 NEW BS090과 현대 일렉시티, 현대 그린시티로 운행한다.

## 갤러리

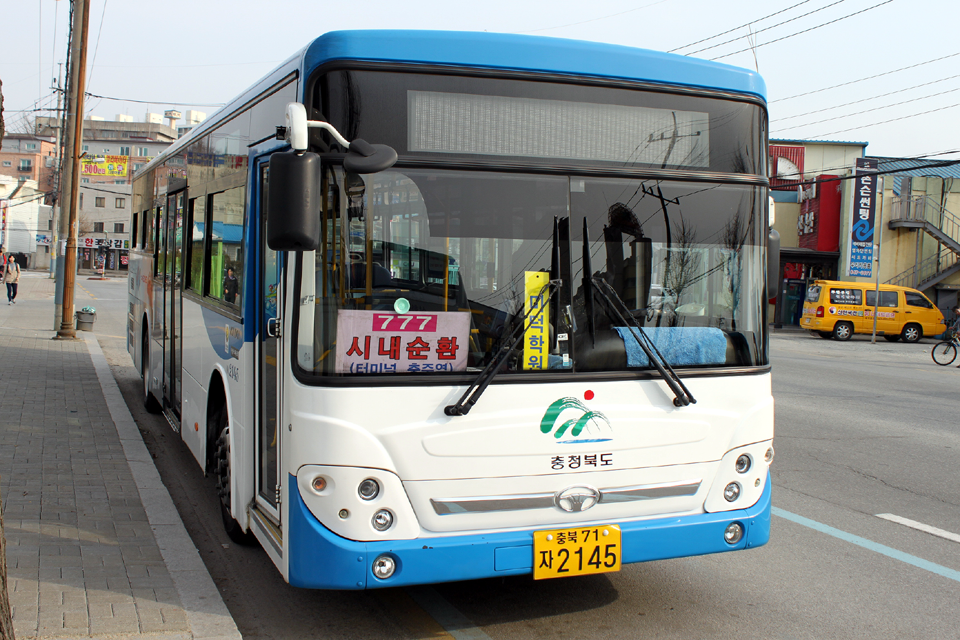
충주시내버스 777번
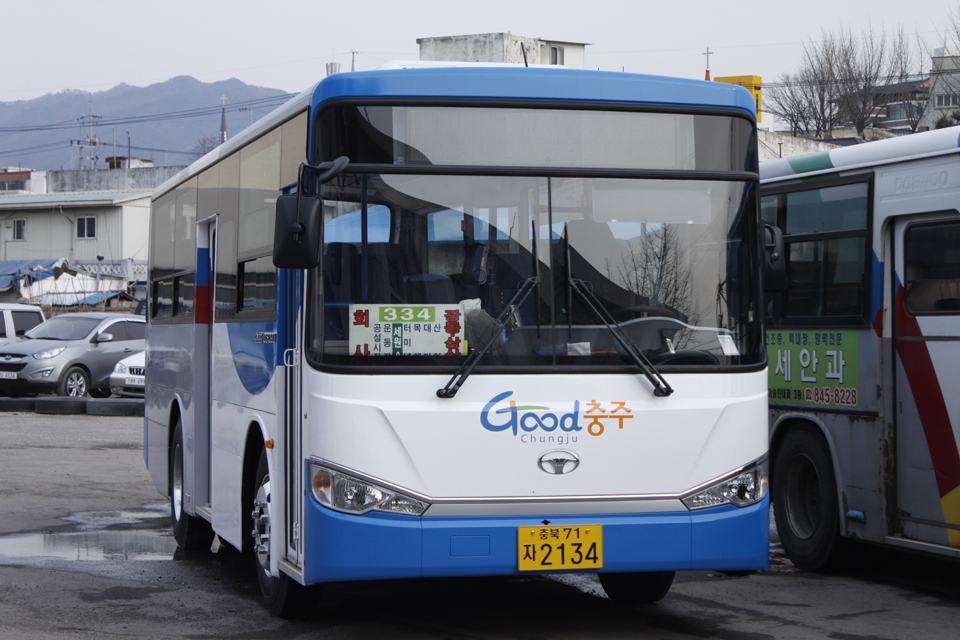
충주시내버스 334번